# Vicky-T
Vicky-T o VickyT, pseudonimo di Victoria Jane Asher (20 gennaio 1986), è una cantante e tastierista statunitense, ex componente del gruppo musicale statunitense Cobra Starship.

## Biografia
Victoria Asher è figlia del produttore/manager/musicista Peter Asher del duo Peter and Gordon ed è la nipote di Jane Asher, attrice e prima fidanzata ufficiale di Paul McCartney. Ha frequentato il liceo con Shwayze e con il fotografo Lauren Dukoff. Quando aveva otto anni ha cantato nell'album The Christmas Album Volume II di Neil Diamond ed è apparsa con lui in una trasmissione su HBO. In seguito ha dichiarato di essere stata goth e che le piaceva Marilyn Manson.
Ha poi frequentato NYU, dove ha studiato cinema e in quegli anni ha diretto il video musicale del suo gruppo Guilty Pleasure, oltre ad altri video musicali e pubblicitari fra cui uno spot dell'iPod. Ha lavorato anche con Michel Gondry e Terry Gilliam. In seguito ha fatto parte degli Optimo, gruppo che la Asher aveva formato a Los Angeles con dei suoi amici. Un secondo progetto, NotInTown, lo ha portato avanti assieme con Frank Staniszewski, già tastierista dei Big City Rock.
Nel 2007 la Asher con i Cobra Starship ha partecipato all'Honda Civic Tour assieme ai Fall Out Boy, a The Academy Is..., ai +44 e a Paul Wall. Ha cantato al posto di Carol Heller nella canzone Make You Smile dei +44.
Nell'agosto 2007 sono circolate voci che la Asher, il cantante dei Fall Out Boy Patrick Stump e Ashlee Simpson, stessero collaborando a una canzone. Successivamente la stessa Asher ha smentito la cosa. Nello stesso anno è entrata a far parte dei Cobra Starship, quando Gabe Saporta, leader della band, cercando una tastierista ha fatto conoscenza con Asher tramite Myspace, grazie ad Alex Suarez, bassista del gruppo, che la conosceva e la contattò, introducendola nel gruppo.
Il gruppo dei Cobra Starship si è sciolto nel 2015, dopodiché, Victoria Asher ha intrapreso la carriera solista con lo pseudonimo di Vicky-T, che l'ha portata alla realizzazione di alcuni singoli e di un EP, Feeling Myself Without You, pubblicati in download digitale.

## Discografia

### Discografia solista
EP
- 2019 - Feeling Myself Without You

Singoli
- 2016 - Protect This Love
- 2016 - Push Comes To Shove
- 2017 - Clouds (feat. Júlía Hermannsdóttir)
- 2017 - Another Word for Paradise
- 2017 - Ghost
- 2019 - Kryptonite
- 2019 - Hollow

Collaborazioni
- 1994 - Neil Diamond The Christmas Album Volume II
- 2014 - Elton John Goodbye Yellow Brick Road
- 2015 - Steve Martin & Edie Brickell So Familiar

### Discografia con i Cobra Starship
Album in studio
- 2007 - ¡Viva La Cobra!
- 2009 - Hot Mess
- 2011 - Night Shades